# 7057 Al-Fārābī
7057 Al-Fārābī eller 1990 QL2 är en asteroid i huvudbältet som upptäcktes den 22 augusti 1990 av den amerikanske astronomen Henry E. Holt vid Palomarobservatoriet. Den är uppkallad efter filosofen Al Farabi.
Asteroiden har en diameter på ungefär 4 kilometer.